# T41
Тепловоз T 41 — шестиосный тепловоз, производимый компанией NOHAB в 1956 и эксплуатировавшихся до 1988 года. Было построено всего пять экземпляров по лицензии General Motors. Тепловоз заменил собою паровозы на не электрифицированных линиях Швеции. Изначально локомотив имел маркировку Т 4, которую изменили в 1960. Цветовая схема — коричневая кабина с белыми полосами.
Сохранилось два тепловоза, которые теперь находятся в Шведском железнодорожном музее.